# Симонов, Юрий Гаврилович
Юрий Гаврилович Симонов (17 марта 1923 года, Уфа, Башкирская АССР — 14 августа 2019 года, Москва, Россия) — советский и российский географ и геоморфолог, заслуженный деятель науки РФ (1993), заслуженный профессор Московского государственного университета имени М. В. Ломоносова (1997). Доктор географических наук, профессор. Участник Великой Отечественной войны.
Лауреат Премии Правительства РФ в области науки и техники (1996).

## Биография

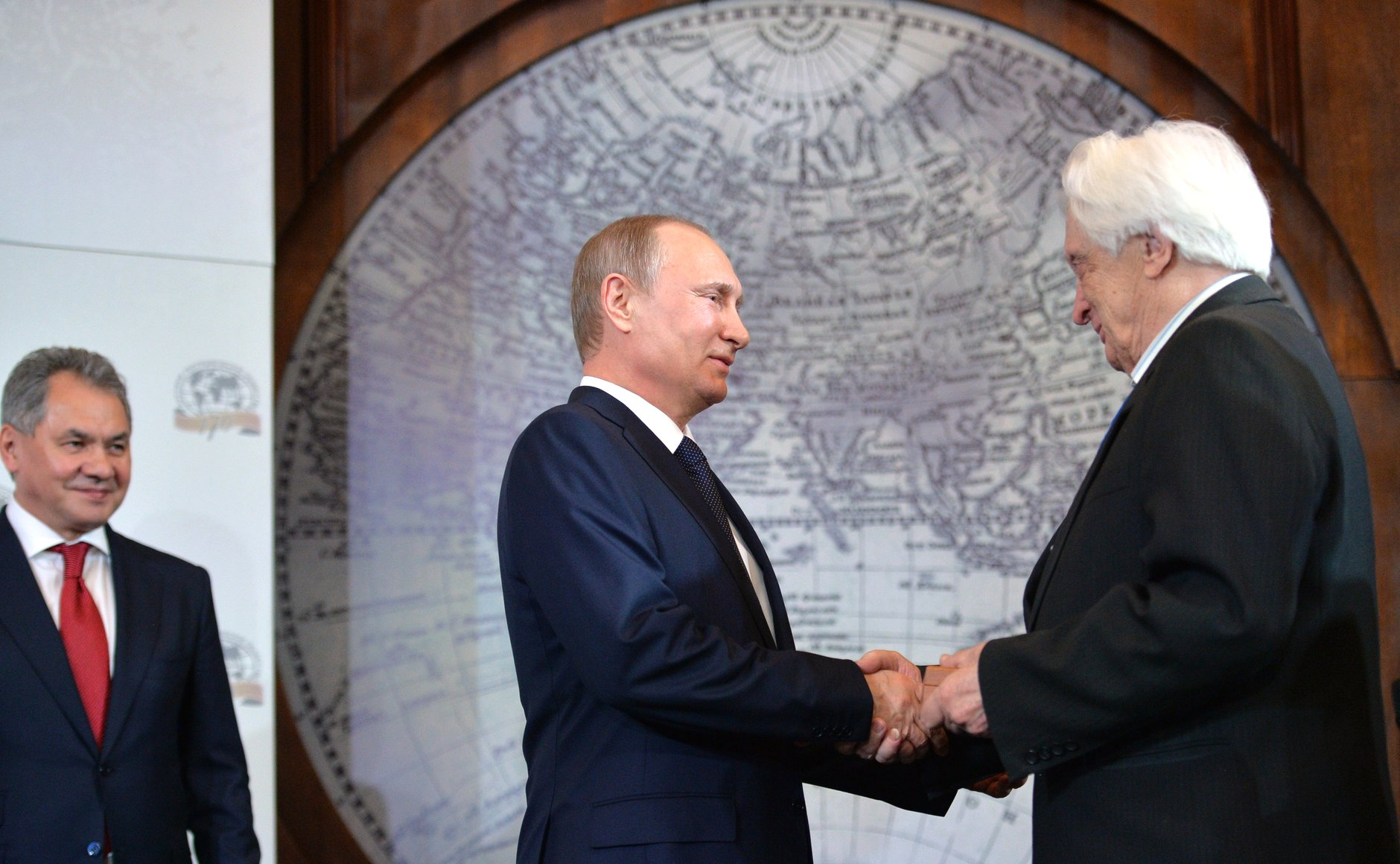
Владимир Путин вручает Симонову Константиновскую медаль — награду Русского географического общества. 27 апреля 2015 года

Юрий Симонов родился 17 марта 1923 года в семье государственного служащего и учительницы. Оба родителя родом из крестьян. В 1927 году семья переехала в Москву. В 1930 году умирает мать, а в 1938 арестовывают отца Юрия Гавриловича (отец умер в лагере в 1941 г.).
В 1940 г. Симонов поступил в Московский Университет на географический факультет, но с началом войны отложил учебу. Во время войны служил на фронте в пехоте, был в составе действующей армии с апреля 1942 по декабрь 1944 гг., а собственно на передовой — с июня 1943 по ноябрь 1944 года. Далее в 1944-45 гг. обучался на курсах военных переводчиков в Москве. После непродолжительной службы в качестве переводчика в роте военнопленных и демобилизации вернулся в университет.
В 1950 году Симонов окончил географический факультет по кафедре геоморфологии, после чего был рекомендован в аспирантуру. В 1954 году защитил кандидатскую диссертацию на тему «Оценка рельефа территории Иркутско-Черемховского промышленного района на стадии районной планировки».
В течение всей дальнейшей жизни Ю. Г. Симонов работал в университете. Успешно сочетая научную и преподавательскую деятельность, он прошел путь от младшего научного сотрудника до профессора (1968). В 1967 г. защитил докторскую диссертацию на тему «Проблемы регионального анализа внутриконтинентальных геоморфологических областей (на примере Забайкалья)». Также в более зрелые годы возглавлял партийную организацию географического факультета.
В течение 35 лет Ю. Г. Симонов руководил Комплексной Восточной экспедицией университета.
Основным полем научной деятельности Ю. Г. Симонова является геоморфология. Им разработано учение о речных бассейнах, определены принципы описания структуры и функционирования бассейнов рек разных порядков; определены методы выделения эколого-геоморфологических обстановок при современных тенденциях перестройки природопользования. Также Симоновым предложены основания для геоморфологической индикации направленности, интенсивности и длительности тектонических движений.
Является лауреатом Премии Правительства РФ в области науки и техники 1996 года. Лауреат Ломоносовской премии (2003), академик РАЕН (1999).
Симонов написал более 500 научных работ, среди которых множество учебников и монографий по методологии, истории геоморфологии и географической науки в целом. Он подготовил более 50 кандидатов и 10 докторов наук. Также Симонов разработал более 10 учебных курсов для студентов географического факультета.
По состоянию на 2019 год Симонов являлся старейшим профессором Московского государственного университета. В 2008 году вышел сборник «Избранные труды», опубликованный в связи с 85-летием учёного.
Юрий Гаврилович Симонов скончался 14 августа 2019 года в Москве. 19 августа похоронен на Миусском кладбище рядом с могилой дочери Татьяны, которая ушла из жизни 4 июля 2019 года.

## Награды
- 31.12.1992 — «Заслуженный деятель науки Российской Федерации» - за заслуги в научной деятельности
- 11.03.1985 — орден Отечественной войны II степени
- 30.09.1944 — орден Красной Звезды
- 15.09.1961 — орден «Знак Почёта»
- 14.09.1944 — медаль «За отвагу»
- и другие медали

## Основные публикации
- 1972 — «Региональный геоморфологический анализ». М.;
- 1982 — «Проблемы регионального географического прогноза». М.;
- 1993 — «Инженерная геоморфология». М.;
- 1998 — «Морфометрический анализ рельефа». Москва-Смоленск;
- 2002 — «Методы геоморфологических исследований». М.